# Bob ai III Giochi olimpici invernali - Bob a due maschile
La gara di bob a due maschile ai III Giochi olimpici invernali si è disputata tra l'8 e il 9 febbraio a Lake Placid.

## Atleti iscritti
| America (4)                              | America (4)                               | America (4)    |
| ---------------------------------------- | ----------------------------------------- | -------------- |
| - Stati Uniti (4)                        |                                           |                |
| Europa (20)                              |                                           |                |
| - Austria (2) - Belgio (4) - Francia (2) | - Germania (4) - Italia (4) - Romania (2) | - Svizzera (2) |

## Risultati
| Pos. | Nazione        | Atleti                                 | Manche1 | Manche2 | Manche3 | Manche4 | Totale  | Distacco |
| ---- | -------------- | -------------------------------------- | ------- | ------- | ------- | ------- | ------- | -------- |
|      | Stati Uniti I  | Hubert Stevens Curtis Stevens          | 2:13.10 | 2:04.27 | 1:59.69 | 1:57.68 | 8:14.74 |          |
|      | Svizzera I     | Reto Capadrutt Oscar Geier             | 2:05.88 | 2:07.21 | 2:03.52 | 1:59.67 | 8:16.28 | +1.54    |
|      | Stati Uniti II | John Heaton Robert Minton              | 2:15.02 | 2:07.51 | 2:04.29 | 2:02.33 | 8:29.15 | +14.41   |
| 4    | Romania I      | Alexandru Papană Dumitru Hubert        | 2:15.51 | 2:07.82 | 2:06.12 | 2:03.02 | 8:32.47 | +17.73   |
| 5    | Germania I     | Hanns Kilian Sebastian Huber           | 2:15.27 | 2:11.08 | 2:05.82 | 2:03.19 | 8:35.36 | +20.62   |
| 6    | Italia I       | Theo Rossi di Montelera Italo Casini   | 2:15.45 | 2:08.10 | 2:06.58 | 2:06.20 | 8:36.33 | +21.59   |
| 7    | Germania II    | Werner Huth Max Ludwig                 | 2:11.53 | 2:11.58 | 2:11.32 | 2:10.62 | 8:45.05 | +30.31   |
| 8    | Italia II      | Agostino Lanfranchi Gaetano Lanfranchi | 2:20.08 | 2:13.47 | 2:08.00 | 2:09.11 | 8:50.66 | +35.92   |
| 9    | Belgio I       | Max Houben Louis Van Hege              | 2:17.68 | 2:14.90 | 2:10.90 | 2:09.62 | 8:53.10 | +38.36   |
| 10   | Belgio II      | Christian Hansez Jacques Maus          | 2:17.01 | 2:16.74 | 2:13.59 | 2:13.81 | 9:01.15 | +46.41   |
| 11   | Francia I      | Louis Balsan Armand Delille            | 2:20.10 | 2:19.37 | 2:13.56 | 2:09.56 | 9:02.59 | +47.85   |
| 12   | Austria I      | Hugo Weinstengl Johann Baptist Gudenus | 2:23.83 | 2:21.82 | 2:16.19 | 2:14.58 | 9:16.42 | +1:01.68 |